# Guo Wenjun
Guo Wenjun, född 22 juni 1984 i Xi'an, är en kinesisk sportskytt. I världsmästerskapen i sportskytte 2010 vann hon en bronsmedalj i lagtävlingen i 10 m luftpistol. Guo Wenjun deltog i olympiska sommarspelen 2008 i Peking och 
olympiska sommarspelen 2012 i London där hon vann guld i 10 m luftpistol.